# Igreja Matriz de Santo Antônio (Santa Bárbara)
A igreja matriz de Santo Antônio, em Santa Bárbara (Minas Gerais), também chamada matriz de Santa Bárbara, é uma igreja setecentista de Minas Gerais, tombada pelo IPHAN, conhecida por ter pinturas de Mestre Ataíde em estilo barroco mineiro.

## Características
Faz parte do grupo das igrejas que em 1724, foram erigidas como sedes de vigairarias coladas, ou seja, está entre as mais antigas da capitania. Fica localizada na parte baixa de uma avenida que começa na igreja do Rosário em frente a uma pequena praça, no centro histórico da cidade.

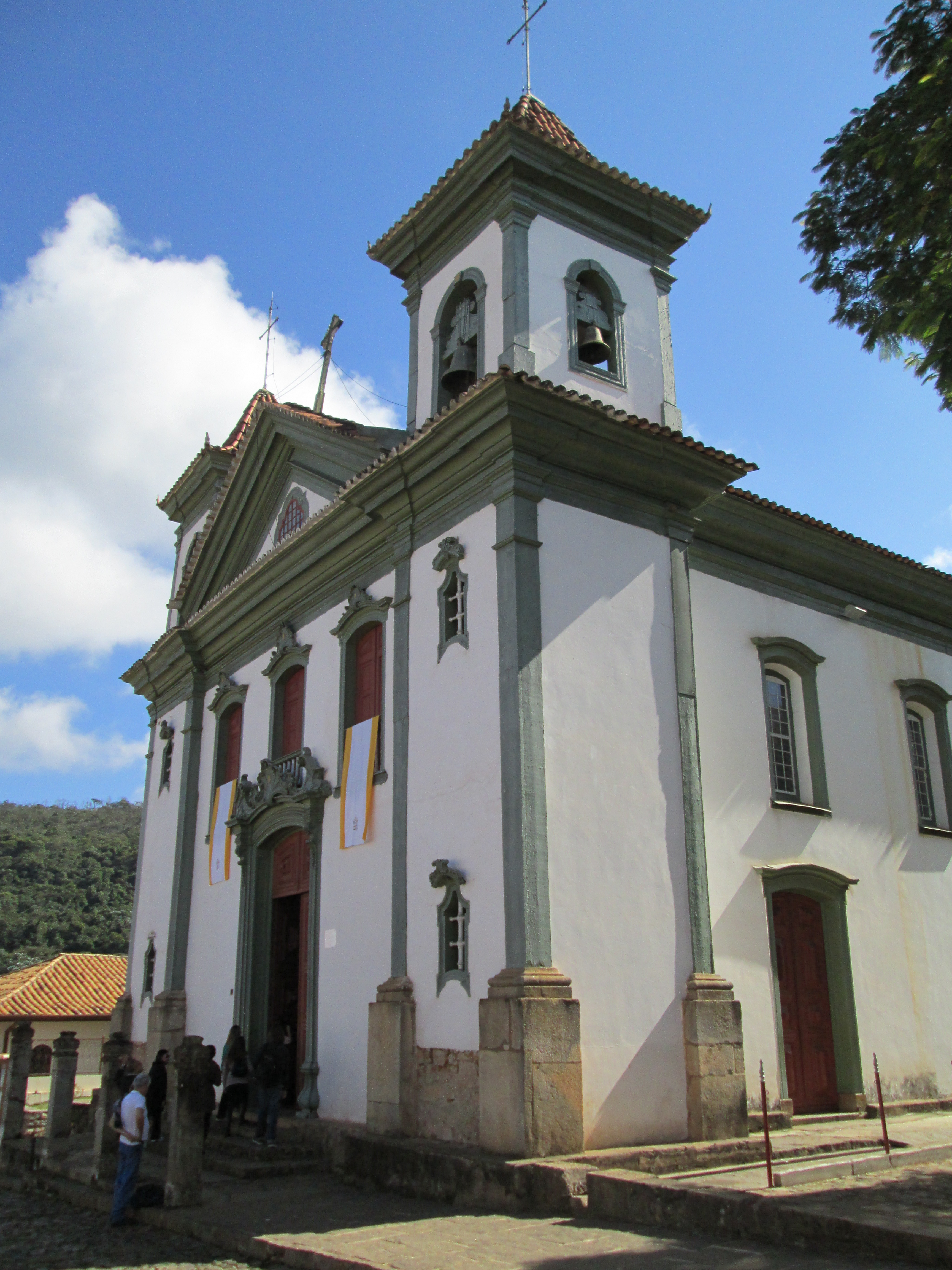
Igreja Matriz de Santo Antônio - Santa Bárbara - MG

## História

Igreja Matriz de Santo Antônio no início do século XX. Foto Arquivo Nacional.

A história da construção da matriz é razoavelmente documentada e nos revela que o templo passou por várias reformas e reconstruções ao longo dos últimos séculos. Há registros dos nomes de muitos daqueles que trabalharam aqui: Francisco Maria Xavier, Antônio Martins Passos e João da Costa Batista, empreiteiros; Manuel Rebelo de Souza, Gonçalo Francisco Xavier, José Rodrigues da Silva e sobretudo Manuel da Costa Ataíde, pintores. Há registro também das várias irmandades que se uniram no esforço de erguer e conservar essa destacada matriz, além da Irmandade do Santíssimo: São Miguel e Almas, Santo Antônio e Nossa Senhora do Terço.
Dom frei José da Santíssima Trindade, Bispo de Mariana do princípio do século XIX, considerou a matriz de Santo Antônio a mais bela de todas as que visitou na viagem pastoral que empreendeu em 1821 pela sua diocese, com seus seis altares mais a capela do Senhor dos Passos. De fato assim é ainda hoje.

### Matriz de Santo Antônio
Internamente a Matriz de Santa Bárbara apresenta uma notável harmonia de talha, ornatos e pinturas. O altar-mor apresenta um retábulo em arco simplificado com pilastras internas em quartela e colunas externas retas e de fuste canelado, apoiadas sobre consolos. Está adornado com frisos dourados e policromia suave.
No alto do retábulo há uma tarja com ornatos conchóides e figuras de anjos. O trono é baixo em três degraus, acima dos quais está o Santo Antônio. Atrás do sacrário há uma pintura do Cristo carregando a cruz. O camarim ostenta belas e delicadas figuras de anjos. Há ainda nichos com baldaquinos valorizados por belos cortinados. Segundo consta, este retábulo não é o original e tende para um rococó mais tardio em relação a data de início da construção do templo.

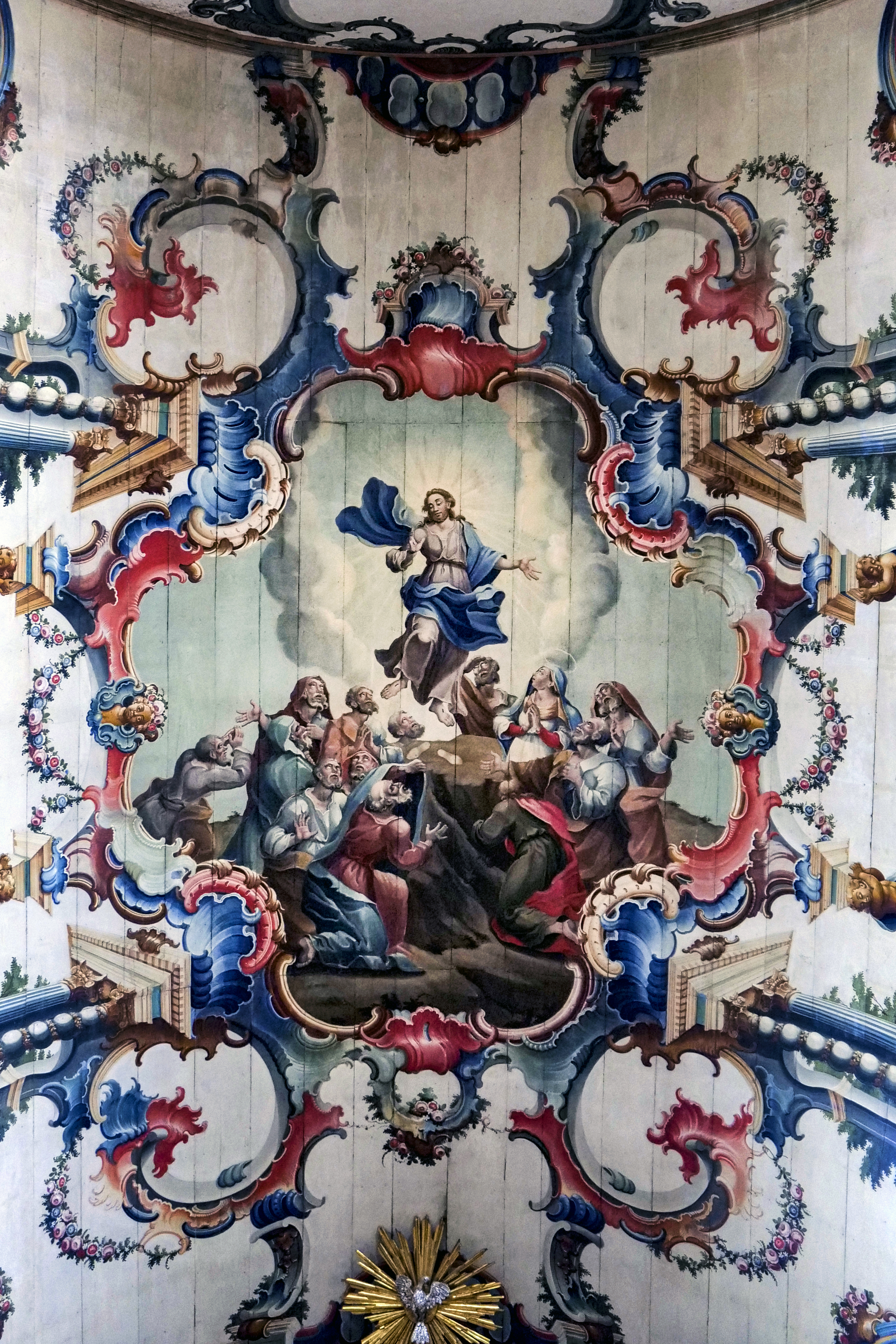
Detalhe da Ascensão de Jesus, obra do Mestre Ataíde, pintada no teto da Capela Mor da Matriz de Santo Antônio

No forro da Capela-mor, há uma magnífica a pintura da Ascensão de Cristo do Mestre Manoel da Costa Ataíde com soluções arquitetônicas em perspectiva ilusionista e suas colunas infinitas sustentando uma cena de Cristo. No teto da nave, a assunção de Nossa Senhora, guarda os traços do Mestre, mas é atribuída a seus discípulos que, em quantidade generosa, trabalhou no douramento e nos arremates da obra.
A Capela do Santíssimo é um marco da transição do barroco para o rococó e preserva fragmentos do altar primitivo da igreja esculpido, por volta de 1718, no mais legitimo estilo Nacional Português. Aí fica a imagem do “Senhor Morto” motivo de intensa peregrinação durante todo o ano.
A igreja Matriz de Santo Antônio possui um magnífico acervo da imaginária mineira formado de peças em madeira entalhada e artisticamente douradas além de três belos altares laterais, testemunhas do vigor e do poder expressionista do barroco mineiro no período áureo da mineração. Ainda há os altares de Nossa Senhora do Carmo, São Francisco de Assis e São José, todos em belíssima talha e rica imaginária. De 1998 a 2004, passou por criterioso restauro dos elementos artísticos.
Outras pinturas do mestre adornam as laterais da capela mor, tendendo às famosas imitações de azulejos que ele já tinha feito na igreja de São Francisco de Assis, de Ouro Preto.
Na parte superior da capela-mor estão imponentes tribunas douradas com arcos sustentados por colunas incomuns, alargadas na base do capitel e afiladas na parte de baixo. Há pinturas parietais entre as tribunas e o altar. Há também belas pinturas no teto da nave em competente rococó, com conchas e parapeitos simplificados, de autor não identificado, mas que se supõe terem sido executados por algum brilhante discípulo de Athayde.
Uma bela cornija múltipla, com pintura imitando mármore, contorna toda a nave. O arco cruzeiro é imponente, profusamente entalhado e tem no alto um medalhão com a imagem de Santo Antônio com o menino. É trabalhado em finos detalhes de talha, cores e douramentos. Nas laterais estão altares com colunas torsas, anjos, pelicanos, ramagens e falsos dosséis encimados por espaldares complexos. Um dos altares laterais da nave está recuado, formando uma pequena capela separada do recinto da nave. O altar do lado oposto é puxado ao rococó, com baldaquino, pilastras em quartela e espaldar alto, adornado por um medalhão dourado.
Predomina nos altares uma combinação de dourado com uma policromia suave. Os púlpitos apresentam base e guarda-corpo complexos e com policromia em tons pasteis e dourados e guarnecidos com baldaquinos, sustentando anjos.

O coro da matriz de Santa Bárbara também é um dos mais belos entre todas as igrejas mineiras do século XVIII. Seu perfil em curvas avança generosamente nas laterais da nave. Seu corpo principal é sustentado por pilastras em arco. É guarnecido com belas balaustradas de madeira escura sobre base com frisos marmorizados e dourados, combinados numa incrível festa visual.